# 阿佩勒湖
53°30′36″N 8°39′12″E / 53.509999°N 8.65345°E

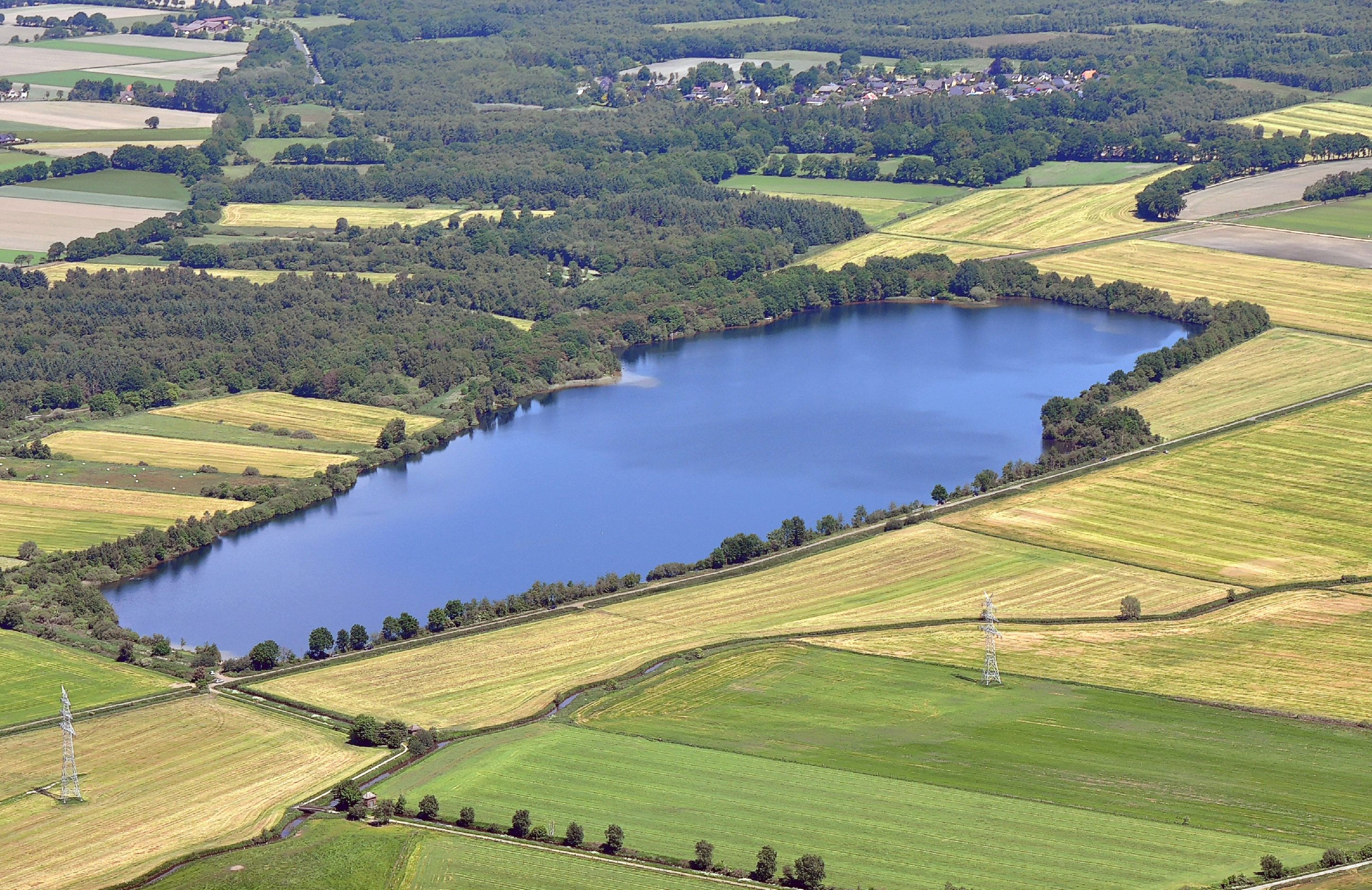

阿佩勒湖（德語：Apeler See），是德國的湖泊，位於該國西北部，由下薩克森州負責管轄，處於希夫多夫，距離不來梅哈芬1公里，長1公里、寬0.4公里，面積0.3平方公里。